# Zhai Hou
Zhai Hou oder Di (7. Jh. v. Chr.) war die Königin-Gemahlin von König Xiang von Zhou, der 651–619 v. Chr. regierte.
Sie wurde nach einer Affäre mit ihrem Schwager abgesetzt.